# ビナリ・ユルドゥルム
ビナリ・ユルドゥルム（トルコ語: Binali Yıldırım, 1955年12月28日 - ）は、トルコの政治家。同国首相、大国民議会議長、公正発展党党首を歴任した。2018年に大統領制へ移行したことで首相職が廃止されたため、最後の首相となった。議院内閣制から大統領制に移行する際に、首相が保持する行政権を当時の大統領であったエルドアンに委譲している。

## 経歴
1955年12月20日にレファヒエで誕生。ビナリという名はアラビア語でアリーの息子を意味する。ユルドゥルムはアラビア語で稲妻を表す。イスタンブール工科大学の海洋工学部で、海洋工学の学位を取得。スウェーデンの世界海事大学で海上安全と環境保護に関する専門的な研修を受けた。
1994年から2000年までイスタンブール高速フェリーコーポレーションCEOを歴任。当時はエルドアンがイスタンブール市長を務めていたことから、エルドアンの援助の元、ユルドゥルムは船舶業界でトルコ有数の大企業へと成長していった。しかし、アリ・ミュフィット・ギュルトゥナに親族で不正な献金が回ったことでユルドゥルムはCEOの辞任へ追い込まれる。後にエルドアンとは盟友になり、公正発展党の創設メンバーの一人となる。2002年の総選挙でイスタンブール選挙区1の議員候補として出馬し、当選。2006年、アレヴィー派への政治的差別を減らしていくという公約を掲げている。
ユルドゥルムは2002年11月から2011年11月まで運輸大臣、2011年から2013年と2015年から2016年には運輸大臣から改変された運輸海事通信大臣を務めた。地上交通の向上を促進するために750万ポンドの工事費で各都市間の高速鉄道を繋げる計画を発表。ユルドゥルムは最初にアンカラからコンヤ高速鉄道の建設を2006年に着手し、2014年にイスタンブールまで延伸した。ユルドゥルムは衰退していた航空業界を革新するとして、老朽化していたアドナン・メンデレス空港に国際線専用ターミナルを新たに設置させた。
2016年5月24日にはエルドアン大統領によって、第65代トルコ共和国首相に任命される。就任直後、議院内閣制から大統領制への移行を唱えた。議院内閣制が国民の混乱に陥ったことで大統領による統制が特段に必要であることを移行の理由としている。内政面では未成年者に対する性的暴行で受刑者と被害者が結ばれると免罪になる法案を掲げたが、議会の反対によって、撤回に追い込まれる。
2018年に首相退任後、大国民議会議長へ就任。翌年2月18日、3月に実施されるイスタンブール市長選へ出馬するため、議長の座を退いた。イスタンブール市長選でエクレム・イマモールとの決選投票まで進んだが、僅かの差でイマモールに敗れた。
議長退任後の2022年10月21日、アゼルバイジャンを訪問中に事故で負傷し、首都バクーの病院に搬送された。

## 人物
妻及び3人の子女がいる。母語のトルコ語の他に英語・フランス語が堪能である。